# American Music Awards 1992
Die 19. American Music Awards wurden von der American Broadcasting Company (ABC) am 27. Januar 1992 ausgestrahlt. Die Veranstaltung fand im Shrine Auditorium in Los Angeles, Kalifornien statt. Die Moderation übernahm MC Hammer.
Die meisten Preise gewann die Popband C+C Music Factory mit fünf Awards. Mit sechs Nominierungen führte sie auch die Nominierungsliste an.

## Gewinner und Nominierte
| Subkategorie                              | Sieger                                          | Nominierungen |
| Pop/Rock Category                         | Pop/Rock Category                               | Pop/Rock Category |
| ----------------------------------------- | ----------------------------------------------- | --- |
| Favorite Pop/Rock Male Artist             | Michael Bolton                                  | Bryan Adams Rod Stewart |
| Favorite Pop/Rock Female Artist           | Paula Abdul                                     | Mariah Carey Whitney Houston |
| Favorite Pop/Rock Band/Duo/Group          | C+C Music Factory                               | Color Me Badd Guns N’ Roses |
| Favorite Pop/Rock Album                   | Michael Bolton – Time, Love & Tenderness        | C+C Music Factory – Gonna Make You Sweat Natalie Cole – Unforgettable… with Love R.E.M. – Out of Time                                                                               |
| Favorite Pop/Rock Song                    | Bryan Adams – (Everything I Do) I Do It for You | Color Me Badd – I Wanna Sex You Up Extreme – More Than Words |
| Favorite Pop/Rock New Artist              | C+C Music Factory                               | Boyz II Men Color Me Badd |
| Soul/R&B Category                         |                                                 | |
| Favorite Soul/R&B Male Artist             | Luther Vandross                                 | LL Cool J Prince |
| Favorite Soul/R&B Female Artist           | Mariah Carey                                    | Natalie Cole Whitney Houston |
| Favorite Soul/R&B Band/Duo/Group          | Bell Biv DeVoe                                  | Boyz II Men DJ Jazzy Jeff & The Fresh Prince |
| Favorite Soul/R&B Album                   | Luther Vandross – Power of Love                 | Boyz II Men – Cooleyhighharmony Whitney Houston – I’m Your Baby Tonight OST – New Jack City                                                                                         |
| Favorite Soul/R&B Song                    | Color Me Badd – I Wanna Sex You Up              | Color Me Badd – I Adore Mi Amor Boyz II Men – Motownphilly |
| Favorite Soul/R&B New Artist              | Boyz II Men                                     | Color Me Badd Hi-Five |
| Country Category                          |                                                 | |
| Favorite Country Male Artist              | Garth Brooks                                    | Clint Black Ricky Van Shelton |
| Favorite Country Female Artist            | Reba McEntire                                   | Kathy Mattea Dolly Parton |
| Favorite Country Band/Duo/Group           | Alabama                                         | The Judds Kentucky Headhunters |
| Favorite Country Album                    | Garth Brooks – No Fences                        | Clint Black – Put Yourself in My Shoes Garth Brooks – Ropin’ in the Wind Alan Jackson – Don’t Rock the Jukebox Reba McEntire – Rumor Has It Travis Tritt – It’s All About to Change |
| Favorite Country Song                     | Garth Brooks – The Thunder Rolls                | Travis Tritt – Here’s a Quarter (Call Someone Who Cares) Trisha Yearwood – She’s in Love with the Boy                                                                               |
| Favorite Country New Artist               | Trisha Yearwood                                 | Billy Dean Pam Tillis |
| Adult Contemporary Category               |                                                 | |
| Favorite Adult Contemporary Artist        | Natalie Cole                                    | Paula Abdul Whitney Houston |
| Favorite Adult Contemporary Album         | Natalie Cole – Unforgettable… with Love         | Paula Abdul – Spellbound Whitney Houston – I’m Your Baby Tonight |
| Favorite Ault Contemporary New Artist     | Michael W. Smith                                | Marc Cohn The Triplets |
| Dance Category                            |                                                 | |
| Favorite Dance Artist                     | C+C Music Factory                               | Madonna Crystal Waters |
| Favorite Dance Song                       | C+C Music Factory – Gonna Make You Sweat        | Crystal Waters – Gypsy Woman (She’s Homeless) Mariah Carey – Someday |
| Favorite Dance New Artist                 | C+C Music Factory                               | The KLF Crystal Waters |
| Heavy Metal/Hard Rock Category            |                                                 | |
| Favorite Heavy Metal/Hard Rock Artist     | Guns N’ Roses                                   | Metallica Van Halen |
| Favorite Heavy Metal/Hard Rock Album      | Van Halen – For Unlawful Carnal Knowledge       | Guns N’ Roses – Use Your Illusion I Metallica – Metallica |
| Favorite Heavy Metal/Hard Rock New Artist | FireHouse                                       | Alice in Chains Nirvana |
| Rap/Hip-Hop Category                      |                                                 | |
| Favorite Rap/Hip-Hop Artist               | MC Hammer                                       | DJ Jazzy Jeff & The Fresh Prince N.W.A. |
| Favorite Rap/Hip-Hop Album                | DJ Jazzy Jeff & The Fresh Prince – Homebase     | LL Cool J – Mama Said Knock You Out Public Enemy – Apocalypse 91… The Enemy Strikes Black                                                                                           |
| Favorite Rap/Hip-Hop New Artist           | Naughty by Nature                               | DJ Quik Marky Mark and the Funky Bunch |
| Merit                                     |                                                 | |
| James Brown                               |                                                 | |

## Auftritte
| Künstler                 | Lied(er)                                                                                           |
| ------------------------ | -------------------------------------------------------------------------------------------------- |
| MC Hammer                | Do Not Pass Me By                                                                                  |
| Color Me Badd            | Medley I Adore Mi Amore I Wanna Sex You Up All 4 Love                                              |
| Reba McEntire            | The Night the Lights Went Out in Georgia                                                           |
| Guns N’ Roses            | Yesterdays (aufgenommen in Las Vegas)                                                              |
| Whitney Houston          | Medley I’m Your Baby Tonight My Name Is Not Susan Who Do You Love                                  |
| Celine Dion Peabo Bryson | Beauty and the Beast                                                                               |
| Wynona Judd              | She Is His Only Need                                                                               |
| James Brown              | Medley Please, Please, Please Papa’s Got a Brand New Bag Sex Macine It’s Time to Love Out of Sight |
| Boyz II Men              | It’s So Hard to Say Goodbye to Yesterday                                                           |
| Travis Tritt             | Anymore                                                                                            |
| MC Hammer                | 2 Legit 2 Quit Pump It Up                                                                          |